# Stéphane Rideau
Stéphane Rideau (* 25. Juli 1976 in Agen) ist ein französischer Schauspieler.
Stéphane Rideau, der eigentlich eine Sportkarriere anstrebte, wurde im Alter von 16 Jahren beim Rugby spielen in seiner Heimatstadt Agen vom französischen Regisseur André Téchiné entdeckt und 1995 prompt als bester Nachwuchsschauspieler in dessen viel beachteten und preisgekrönten Film Les Roseaux Sauvages für den César, den französischen Filmpreis, nominiert.
Seit diesem Erfolg spielte er unter anderem unter der Regie von Gaël Morel, seinem Spielpartner in Les Roseaux Sauvages, in À toute vitesse, Le Clan und Notre paradis sowie in Sitcom von François Ozon und Presque rien von Sébastien Lifshitz.
Nachdem Rideau ursprünglich nach Paris gezogen war, um näher am Zentrum des französischen Films zu sein, kehrte er im Jahr 2000 schließlich wieder in sein Heimat-Département Lot-et-Garonne zurück, um sich stärker seinem im selben Jahr geborenen Kind und seiner Partnerin Celia widmen zu können. Seim Schaffen für Film uns Fernsehen umfasst mehr als 50 Produktionen.

## Filmografie (Auswahl)
- 1994: Wilde Herzen (Les Roseaux sauvages) – Regie: André Téchiné
- 1994: Der Neue (Le chêne et le roseau) – Regie: André Téchiné (TV-Version von Wilde Herzen)
- 1996: Full Speed (À toute vitesse) – Regie: Gaël Morel
- 1998: Bis zur nächsten Station (Les Passagers) – Regie: Jean-Claude Guiguet
- 1998: Neuschnee (Premières neiges) – Regie: Gaël Morel
- 1998: Sitcom – Regie: François Ozon
- 1998: Ça ne se refuse pas – Regie: Eric Woreth
- 2000: Sommer wie Winter (Presque rien) – Regie: Sébastien Lifshitz
- 2001: Weit weg (Loin) – Regie: André Téchiné
- 2001: Pygmäen für Film gesucht (Les pygmées de Carlo) – Regie: Radu Mihăileanu
- 2002: Juliette und ihr Bauch (Le ventre de Juliette) – Regie: Martin Provost
- 2004: Le Cadeau d'Elena – Regie: Frédéric Graziani
- 2004: Brüderliebe (Le Clan) – Regie: Gaël Morel
- 2008: Un barrage contre le Pacifique – Regie: Rithy Panh
- 2011: Die freien Menschen (Les Hommes libres) – Regie: Ismaël Ferroukhi
- 2011: Unser Paradies (Notre paradis) – Regie: Gael Morel
- 2011: Brassens, la mauvaise réputation  – Regie: Gérard Marx
- 2014: La Fille du patron – Regie: Olivier Loustau
- 2014: La vallée des mensonges – Regie: Stanislas Graziani
- 2018: Gueule d’ange – Regie: Vanessa Filho
- 2020: Plötzlich aufs Land – Eine Tierärztin im Burgund (Les vétos)
- 2022: Der Patient (Le patient / TV-Film) – Regie: Christophe Charrier
- 2024: Les gens d’à côté
- 2024: Vivre, mourir, renaître